# アンゼルム・フォイエルバッハ

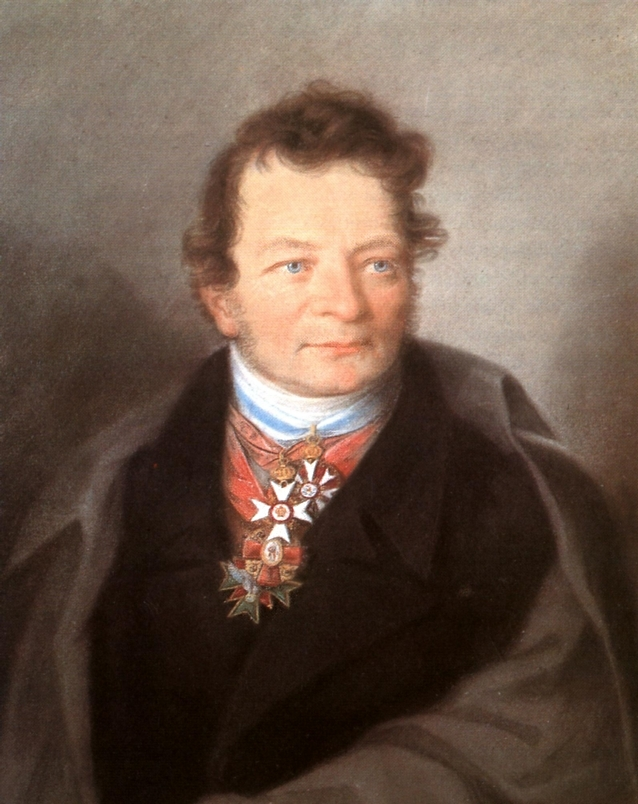
アンゼルム・フォイエルバッハ

パウル・ヨハン・アンゼルム・フォン・フォイエルバッハ（Paul Johann Anselm von Feuerbach, 1775年11月14日 - 1833年5月29日）は、ドイツの刑法学者。名前はフォイエルバハとも表記される。

## 人物
イェーナ近郊のハイニヒェン生まれ。父ヨハン・アンゼルム・フォイエルバッハは当時20歳のイェーナ大学法学生で、のちギーセン大学を経てフランクフルト・アム・マインで弁護士を開業した。母ゾフィー・ジビュレ・クリスティーナ・クラウゼ (Sophie Sibylle Christina Krause) はイェーナ領主領参事官の娘で、法史学者ヨハン・ザロモン・ブルンクヴェル (Johann Salomon Brunnquell) の孫に当たり、当時24歳であった。
1792年10月、フランクフルト在住時に父親の浮気相手を殴って家出し、イェーナにある母方の叔母を頼りイェーナ大学法学部に同年12月に入学。その後、病を得たことを機に哲学部に転部してカール・レオンハルト・ラインホルトの指導を受け、カント哲学を学び、またジャン・ジャック・ルソーに感化された。博士号を取得した後、ドルンベルク城管理人の娘でザクセン＝ヴァイマル公国のエルンスト・アウグスト1世の非嫡出孫に当たるヴィルヘルミーネ・トレスター (Wilhelmine Tröster) と結婚。妻子を扶養するために法学を学び、1799年に法学博士号取得。法学部の私講師となり、1801年にはレーン法の無給教授となった。1799年 - 1800年に著した『実定刑法における原理および根本概念の省察』は彼の自由主義的刑法観を示している。「市民的刑罰」および「確定刑罰法規」の概念を確立し、「刑罰法規」絶対の思想、法律絶対の思想を樹立した。これは刑法思想の近代化を推進する歴史創造的理論を確かなものにした。
その後はキール大学やバイエルンのランツフート大学で研究を続けた。バイエルンではバイエルン刑法典草案を起草し、1813年にこの草案を基にした刑法典が公布された。カスパー・ハウザーの事件では、事の顛末一切の記録を本に著した（日本語訳『カスパー・ハウザー』、西村克彦訳、福武文庫）。これにはハウザー死後の解剖報告書も添付されている。
1814年にバンベルク控訴裁判所第二所長、1817年にアンスバッハ控訴裁判所第一所長となった。1833年に卒中を起こし死去。
5人の息子と3人の娘を儲け、うち四男のルートヴィヒ・アンドレアス・フォイエルバッハはヘーゲル左派の哲学者となった。画家のアンゼルム・フォイエルバッハは孫（長男で文献学者・考古学者のヨーゼフ・アンゼルムの息子）である。

## 刑法に関する考え方
フォイエルバッハは自由主義的発想に基づき、従来の罪刑専断主義を排して罪刑法定主義を打ち出した先駆けとなった。その内容は以下のようなものであった。
- 刑法は「人権保護」のためにあるとして、「道徳保護」を刑法の役割としない
- 犯罪と法定刑を成文法で明示することで、裁判官を成文法に拘束させる（裁判規範としての刑法）と同時に国民に知らせて犯罪の禁止を求める（行為規範としての刑法）。ただし、決して刑法の機能を裁判規範に限定するものではない
- 罪刑均衡の観点から犯罪と法定刑を設定することで、「権利の価値」に応じた法定刑並びに「権利侵害行為の程度」に応じた法定刑が決まって裁判官の量刑裁量を制限する
- 裁判官による刑法規定の類推解釈を禁止する